# Burnt Islands (Terre-Neuve-et-Labrador)
Pour les articles homonymes, voir Burnt Islands.
Burnt Islands est une municipalité côtière située sur la côte sud-ouest de l'île de Terre-Neuve dans la province de Terre-Neuve-et-Labrador au Canada. La population y était de 287 en 2006.

## Annexe